# Pintada-vulturina
A pintada-vulturina (Acryllium vulturinum) é uma ave proveniente da África. Pertence ao mesmo grupo da pintada-da-guiné, a família Numididae, e alimenta-se de ervas, folhas, brotos e insetos.

## Características

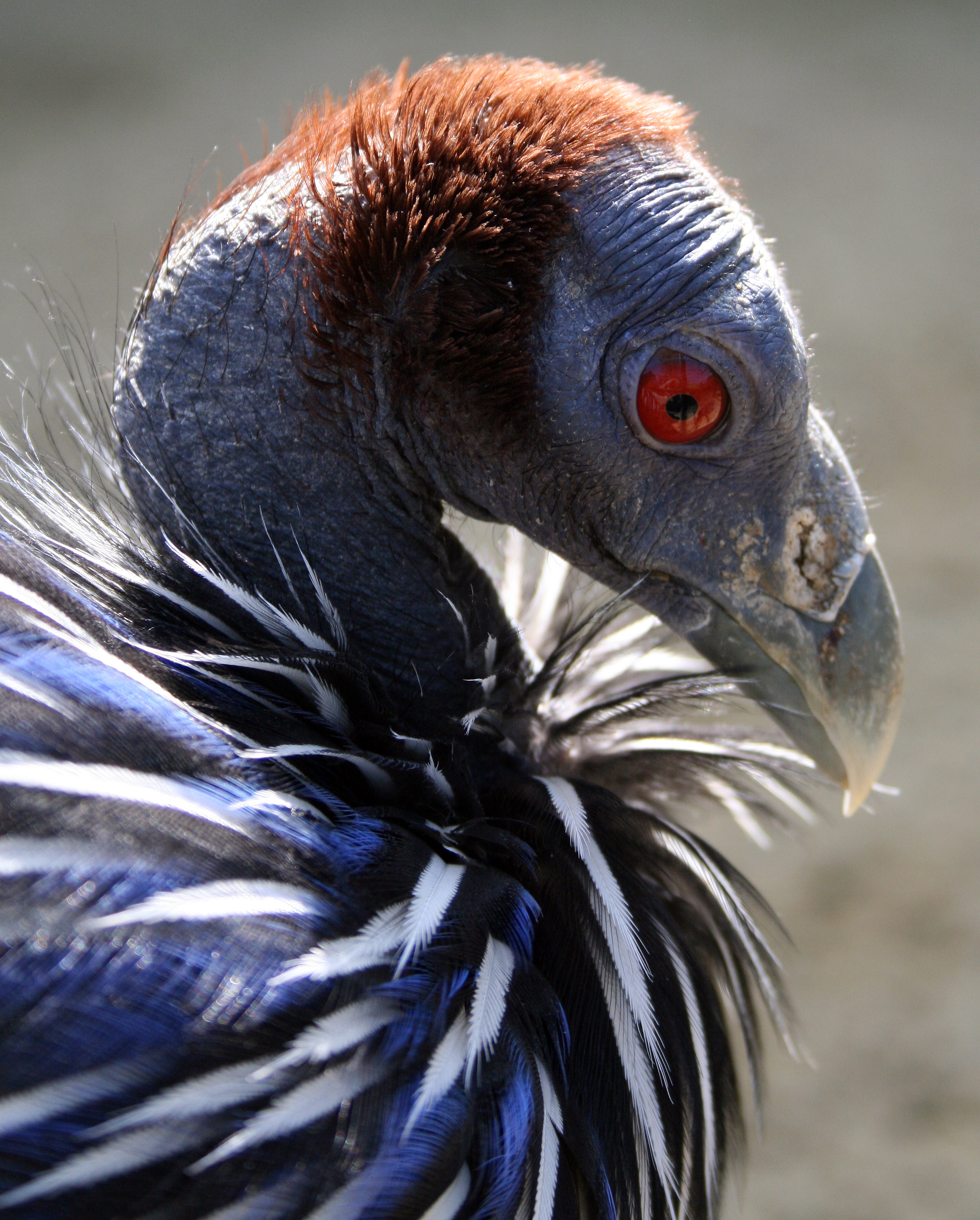
A. Vulturinum

A pintada-vulturina possui a cabeça e pescoço nus, como um abutre e, também um colar de penas no pescoço, penas azuis e o resto do corpo é preto e branco com pintas e riscas. Não existe praticamente dimorfismo sexual, sendo apenas o macho um pouco maior do que a fêmea. Os jovens são semelhantes mas com as cores menos vivas e brilhantes. Também é conhecida por pintada-abutre, fraca-vulturina ou cabeça-de-abutre.

## Comportamento
Vivem em grupo, podendo formar bandos de 20 a 50 aves. Muitas vezes são observadas no início e final do dia perto de áreas com água. Procuram alimento em conjunto, podendo percorrer 15 a 25 km num dia. A maior parte do tempo deslocam-se no solo, correm depressa mas são boas voadoras, quando necessário. Durante a noite, sobem às árvores para dormir. São aves muito ruidosas.
A pintada-vulturina sugere agora que cérebros grandes não são necessariamente um requisito para viver entre sociedades complexas.
Investigadores do Instituto Max Planck e da Universidade de Konstanz, na Alemanha, acompanharam as interações sociais de uma população de mais de 440 espécimes da ave, no Quénia, durante vários anos.
Mesmo no meio da multidão, o Acryllium vulturinum pode encontrar os seus amigos, e acompanhar o seu status social com centenas de outros indivíduos, um feito anteriormente conhecido apenas em mamíferos.
Estes animais são frequentemente observados em grupos, o que por si só não é incomum entre os pássaros. No entanto, o que é diferente neste caso é que esses grupos também têm associações consistentes com outros grupos.
Entre a população analisada, os cientistas descobriram que era composta por 18 grupos sociais, com 13 a 65 indivíduos em cada um, que consistiam em vários machos e fêmeas, incluindo pares reprodutores e não reprodutores.
Estas aves misturam-se com outros grupos durante o empoleiramento comunitário à noite e durante as atividades diurnas. Por exemplo, determinados grupos optam por juntar-se uns aos outros à noite, mesmo que não partilhem o mesmo território ou que não se relacionem durante o dia.
Depois de socializarem, determinados pássaros dividem-se de forma consistente dos seus grupos originais, o que significa que entendem quem faz parte do grupo e quem não faz.
Como tal esta espécie mantém círculos sociais complexos e de vários níveis, apesar de possuir um cérebro bastante pequeno.

## Reprodução
O ninho é uma pequena depressão no solo. A postura é de 10-12 ovos e o período de incubação é de, aproximadamente, 28 dias. Alcançam a maturidade sexual entre o primeiro e o segundo ano de vida.